# Autographa parabractea
Autographa parabractea là một loài bướm đêm trong họ Noctuidae.